# Rue Sully (Nantes)
Pour les articles homonymes, voir Rue Sully.
La rue Sully est une rue de Nantes, en France.

## Situation et accès
Située à la limite entre les quartiers du centre-ville, Malakoff - Saint-Donatien et Hauts-Pavés - Saint-Félix, l'artère débute place Maréchal-Foch et longe sur 240 m environ en contrebas sur le côté est le cours Saint-André auquel on accède par des escaliers ; à l'est, elle donne accès à la rue Lebrun, l'impasse Audran, la rue Préfet-Bonnefoy et l'impasse Vignole. Puis, après le quai Ceineray, la rue borde à l'est le square du Maquis-de-Saffré et donne accès à l'ouest à l'impasse et au cours Sully, avant d'aboutir place de la Bonde.

## Origine du nom
Son appellation rend hommage à Maximilien de Béthune, duc de Sully (1559-1641), homme d'État au service du roi Henri IV de France.

## Historique
Avant la Révolution, la voie s'appelle « rue du Manège », nom emprunté à un établissement installé près la motte Saint-André, au début du XVIIe siècle. 
L'histoire de la rue Sully est notamment marqué par l'inauguration en 1891 de la première usine de production d'électricité créée à Nantes par la « Société Anonyme pour la Transmission de la Force par l’Electricité » dont le siège était à Paris. Cette usine, qui atteignit une capacité de production maximale d’environ 1 000 chevaux pour 900 abonnés, resta en activité jusqu'en 1901. Deux ans plus tard, les générateurs de la centrale Sully sont transférés sur le nouveau site que la Compagnie générale d'électricité a implanté rue Lamoricière. L’usine Sully est vendue à un certain M. Lejean, puis les bâtiments abritèrent pendant plusieurs années un garage automobile Volkswagen. En 2005, le site est racheté par le Conseil départemental de la Loire-Atlantique (alors Conseil général) qui souhaite y construire un immeuble de bureaux destiné à abriter une partie de ses services. Afin de préserver la mémoire du lieu, seuls trois portails en pierre sont conservés dans la nouvelle construction,

## Bâtiments remarquables et lieux de mémoire
| Monument       | Adresse                       | Coordonnées                        | Notice         | Protection | Date | Illustration   |
| -------------- | ----------------------------- | ---------------------------------- | -------------- | ---------- | ---- | -------------- |
| Hôtel Ceineray | 1 rue Sully Cours Saint-André | 47° 13′ 12″ nord, 1° 32′ 59″ ouest | « PA00108731 » | Inscrit    | 1954 | Hôtel Ceineray |
| Immeuble       | 2 rue Sully Cours Saint-André | 47° 13′ 13″ nord, 1° 32′ 59″ ouest | « PA00108732 » | Inscrit    | 1954 | Immeuble       |
| Immeuble       | 3 rue Sully Cours Saint-André | 47° 13′ 13″ nord, 1° 33′ 00″ ouest | « PA00108733 » | Inscrit    | 1954 | Immeuble       |
| Hôtel Maurice  | 4 rue Sully Cours Saint-André | 47° 13′ 14″ nord, 1° 33′ 01″ ouest | « PA00108734 » | Inscrit    | 1954 | Hôtel Maurice  |
| Immeuble       | 6 rue Sully Cours Saint-André | 47° 13′ 16″ nord, 1° 33′ 02″ ouest | « PA00108735 » | Inscrit    | 1954 | Immeuble       |

- Au no 8, se trouve un bâtiment abritant quelques services du Conseil général de la Loire-Atlantique. La façade conserve trois arches de pierre de l'ancienne usine d'électricité qui se trouvait à cet endroit.

## Voies latérales secondaires

### Impasse Audran
Le nom de l'impasse, attribué en 1837, rend hommage à une famille de graveurs de Lyon du XVIIe siècle, et plus particulièrement à Girard Audran (1640-1703),.

### Impasse Vignole
Le 27 octobre 1837, on donne le nom de l'architecte et théoricien de l'architecture Jacopo Barozzi da Vignola (1507-1573), dit Vignola (Vignole en français), à cette impasse appelée auparavant « rue Audran »,.

### Impasse Sully
On y accède en passant sous le porche d'un immeuble moderne.

### Cours Sully
Dans les années 1990, l'angle de la rue Sully et de la rue Pitre-Chevalier est l'objet d'une importante opération immobilière. Le 30 juin 1995, le conseil municipal attribue la dénomination de cours Sully à la voie piétonne à deux niveaux (reliés par des escaliers) qui joint l'allée de la Reine-Margot à la rue Sully.

### Place de la Bonde
Cette place, située à l'extrémité nord de la rue, commande l'accès au pont Saint-Mihiel, à l'ouest ; au quai Henri-Barbusse, au nord ; à la rue Pitre-Chevalier, à l'est. Son nom vient d’un petit ruisselet, qui s’étendait à travers les terrains situés entre le quai Henri-Barbusse et la rue Préfet-Bonnefoy, et qui se jetait à cet endroit dans l’Erdre.

## Coordonnées des lieux mentionnés
1. ↑  Impasse Audran : 47° 13′ 14″ N, 1° 33′ 00″ O.
2. ↑  Impasse Vignole : 47° 13′ 16″ N, 1° 33′ 01″ O.
3. ↑  Impasse Sully : 47° 13′ 21″ N, 1° 33′ 05″ O.
4. ↑  Cours Sully : 47° 13′ 22″ N, 1° 33′ 04″ O.
5. ↑  Place de la Bonde : 47° 13′ 23″ N, 1° 33′ 08″ O.